# Ada Colau
Ada Colau i Ballano (uttal: /'aðə kuˈɫaw/), född 3 mars 1974 i Barcelona, är en katalansk (spansk) politiker och social aktivist. Sedan 13 juni 2015 är hon borgmästare i sin födelsestad.
Colau grundade och ledde åren 2008–2013 den spanska medborgarrättsrörelsen Plataforma de Afectados por la Hipoteca, som ville få stopp på massvräkningarna av hyresgäster i svallvågorna av den spanska ekonomiska krisen efter Finanskrisen 2007–2008. Dessförinnan hade hon i tio års tid deltagit som aktivist i olika antiglobaliserings- och bostadsrelaterade kampanjer, parallellt med sitt arbete vid DESC-observatoriet (DESC = Drets Econòmics, Socials i Culturals, 'Ekonomisk, social och kulturell rätt') i Barcelona. Hon är talesperson för Barcelona en Comú (BComú), en nybildad partikoalition som ställde upp i 2015 års kommunalval i Barcelona och där blev största parti.

## Biografi

### Bakgrund
Ada Colau föddes 1974 i Barcelona som äldst av fyra systrar. Hon växte upp i stadsdelen El Guinardó och studerade vid Escola Àngels Garriga Acadèmia Febrer. Senare läste hon vid fakulteten för filosofi vid Barcelonas universitet. Under sin universitetstid läste hon en kurs i Milano som Erasmus-student. Parallellt med sina studier började hon 1998 arbeta med TV-programmet SpotTV på Canal 33. I början av 00-talet verkade hon både som manusförfattare och skådespelare i barnprogrammet Dos + una på Antena 3.
Enligt Ada Colau själv började hon sin aktivism i början av 1990-talet vid tiden för protesterna mot Kuwaitkriget. Senare har hon deltagit i olika manifestationer mot G8, bland annat 2003 vid Frankrikes och Schweiz konsulat i Barcelona. Colau har sagt att hon levt "ett liv som aktivist" sedan 2001. År 2003 engagerade hon sig i rörelsen "Aturem la guerra", grundad för att protestera mot Invasionen av Irak.

### V de Vivienda
2006 var Colau medgrundare av den sociala rörelsen V de Vivienda, vilken menade att det var omöjligt för en stor del av samhället att skaffa sig drägliga bostadsförhållanden. Rörelsen lyckades få stöd för sin sak från Miloon Kothari, FN:s ansvarige i frågan. Kothari meddelade i november 2006 att Spanien hade ett reellt bostadsproblem.

### Aktivism inom PAH (2009–14)

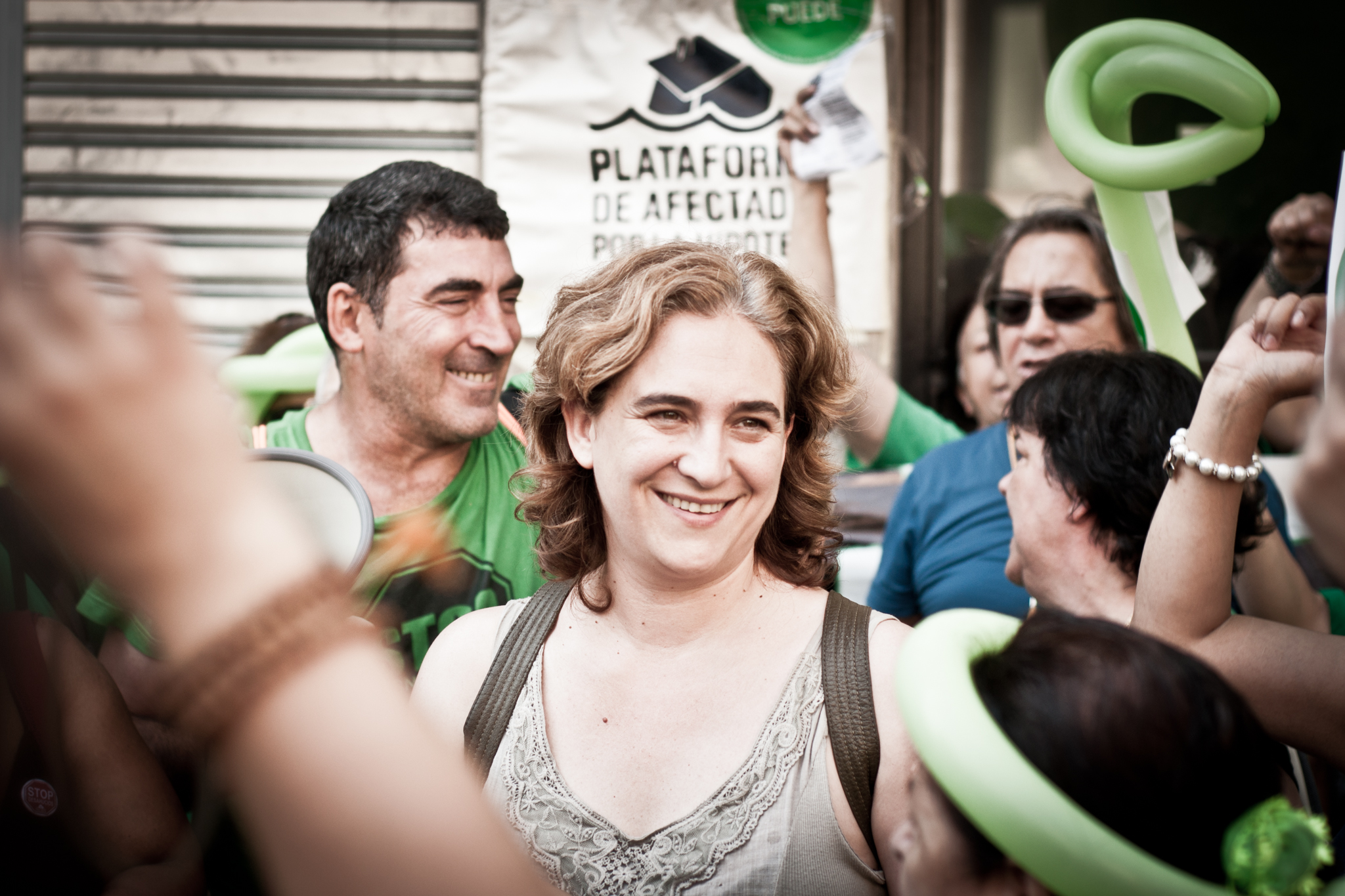
Colau vid ett möte med PAH.

2009 figurerade Ada Colau som en av grundarna av Plataforma de Afectados por la Hipoteca (PAH) i Barcelona. Den sammanlänkade flera liknande rörelser med samma sociala problematik och främst kopplade till hypotekslånens och den spanska ekonomiska krisens följder för Spaniens boende. Två år senare kom hennes aktivism inom rörelsen att göra henne till främsta talsperson för PAH på riksnivå.

### Borgmästare i Barcelona

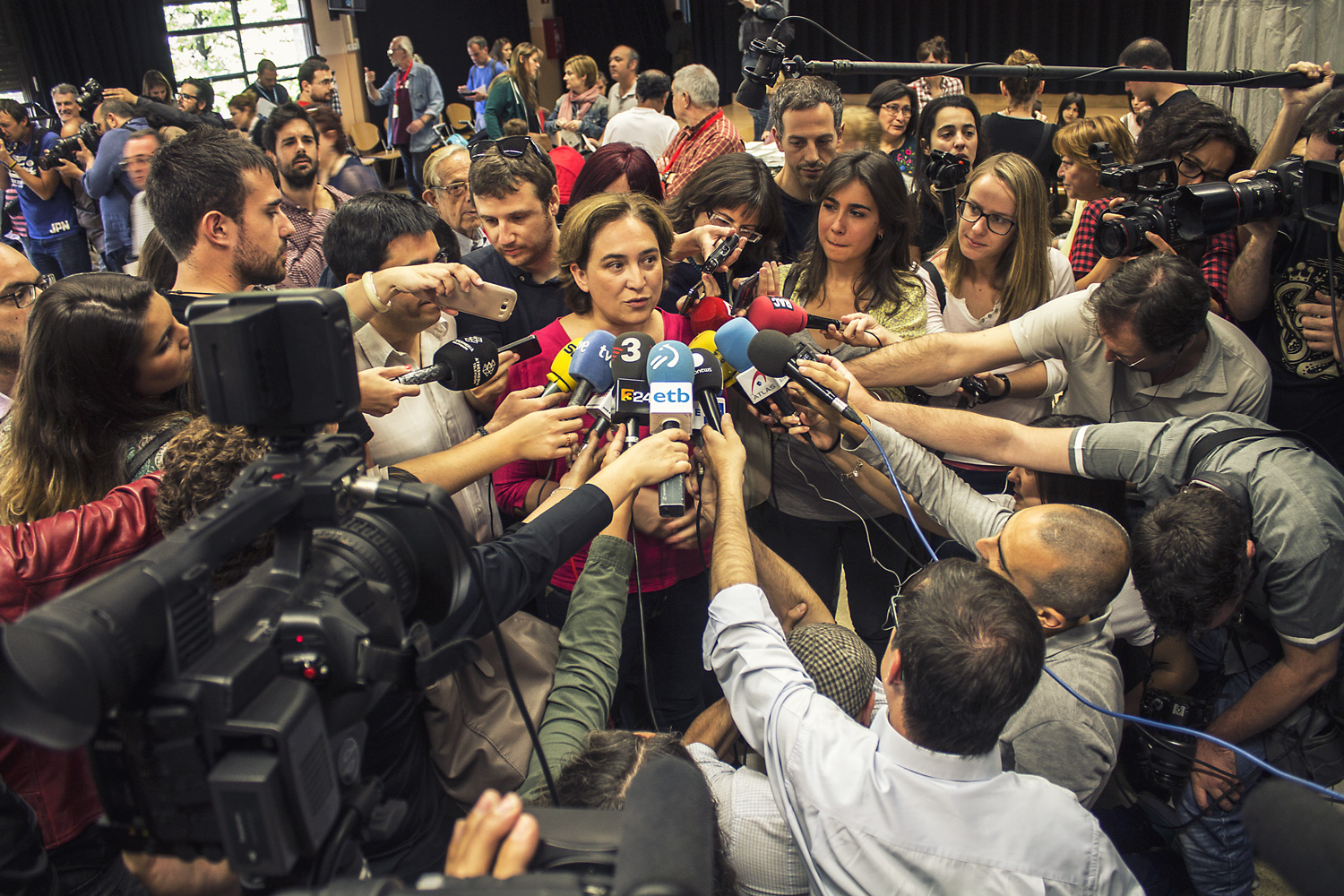
Ada Colau svarar på mediernas frågor, efter att hennes Barcelona en Comú vunnit kommunalvalen i Barcelona 24 maj 2015.

I maj 2014 meddelade Colau genom ett (öppet) brev att hon trädde tillbaka som ledande aktivist inom PAH. En månad senare lade hon fram ett förslag på en alternativ vänsterrörelse med mål att ta över den politiska makten i staden Barcelona (Ajuntament de Barcelona). Rörelsen började sitt liv som Guanyem Barcelona ('Låt oss vinna tillbaka Barcelona'), och Colau verkade från början som en av dess ledande talespersoner. Senare bytte rörelsen namn till Barcelona en Comú ('Barcelona tillsammans') och samlade även ihop stöd från det katalanska "miljöpartiet" ICG-EUiA, partiet Procés Constituent samt Podemos.

24 maj 2015 placerade sig Barcelona en Comú som största parti i valet till Barcelonas stadsfullmäktige, där man erövrade 11 av totalt 41 fullmäktigeplatser. Den sittande borgmästaren Xavier Trias, vars Convergència i Unió endast nådde 10 mandat, lämnade därefter över funktionen som borgmästare till ledaren av valets mest framgångsrika parti.
Den 13 juni installerades Ada Colau sedan som Barcelonas borgmästare och den första kvinnan på den posten. Colau meddelade tidigare att ett av BComús mål var att skapa ett öppet stadsstyre (Govern Obert), för att försöka överbrygga den utbredda misstron mellan politiker och väljare i Spanien, och efter bara några dagar kunde man på stadens officiella webbplats bland annat börja ta del av borgmästarens officiella planeringskalender. I samband med tillträdet meddelades också att borgmästarens egen årslön skulle minskas från 140 000 till 35 000 euro, att tjänstebilar skulle tas bort samt att bankerna skulle tvingas till förhandlingsbordet för att få ett stopp på omotiverade vräkningar och börja omvandla tomma lyxvåningar till billigare lägenheter i bostadsbristens Barcelona.

## Familj
Ada Colau är sambo med ekonomen och den politiska aktivisten Adrià Alemany. Paret har två barn, båda söner (födda 2011 och 2017). Den yngste sonen föddes våren 2017, och under Colaus föräldraledighet fungerar Barcelonas vice borgmästare Gerardo Pisarello som ersättare i hennes roll som borgmästare.